# Lijst van Tsjechische ministers van Regionale Ontwikkeling
Dit is een lijst van ministers van Regionale Ontwikkeling van de Tsjechische Republiek.
| Naam                | Begin termijn    | Einde termijn    | Partij                   |
| ------------------- | ---------------- | ---------------- | ------------------------ |
| Jaromír Schneider   | 1 november 1996  | 2 mei 1997       | KDU-ČSL                  |
| Tomáš Kvapil        | 12 mei 1997      | 2 januari 1998   | KDU-ČSL                  |
| Jan Černý           | 2 januari 1998   | 22 juli 1998     | ODS / US                 |
| Jaromír Císař       | 22 juli 1998     | 26 augustus 2000 | ČSSD                     |
| Petr Lachnit        | 27 augustus 2000 | 15 juli 2002     | ČSSD                     |
| Pavel Němec         | 15 juli 2002     | 4 augustus 2004  | US-DEU                   |
| Jiří Paroubek       | 4 augustus 2004  | 25 april 2005    | ČSSD                     |
| Radko Martínek      | 25 april 2005    | 4 september 2006 | ČSSD                     |
| Petr Gandalovič     | 4 september 2006 | 9 januari 2007   | ODS                      |
| Jiří Čunek          | 9 januari 2007   | 7 november 2007  | KDU-ČSL                  |
| Milan Půček         | 7 november 2007  | 12 november 2007 | partijloos voor KDU-ČSL  |
| Jiří Vačkář         | 12 november 2007 | 2 april 2008     | partijloos voor KDU-ČSL  |
| Jiří Čunek          | 2 april 2008     | 23 januari 2009  | KDU-ČSL                  |
| Cyril Svoboda       | 23 januari 2009  | 8 mei 2009       | KDU-ČSL                  |
| Rostislav Vondruška | 8 mei 2009       | 13 juli 2010     | partijloos voor ČSSD     |
| Kamil Jankovský     | 13 juli 2010     | 10 juli 2013     | VV / LIDEM               |
| František Lukl      | 10 juli 2013     | 29 januari 2014  | onafhankelijk            |
| Věra Jourová        | 29 januari 2014  | 3 oktober 2014   | ANO 2011                 |
| Karla Šlechtová     | 8 oktober 2014   | 13 december 2017 | partijloos voor ANO 2011 |
| Klára Dostálová     | 13 december 2017 | 17 december 2021 | partijloos voor ANO 2011 |
| Ivan Bartoš         | 17 december 2021 |                  | Piratenpartij            |

Minister-president · Arbeid en Sociale Zaken · Binnenlandse Zaken · Buitenlandse Zaken · Cultuur · Defensie · Financiën · Industrie en Handel · Justitie · Landbouw · Milieu · Onderwijs, Jeugd en Lichamelijke Opvoeding · Regionale Ontwikkeling · Verkeer · Volksgezondheid · zonder portefeuille

Voormalige ministeries: 

Informatica